# Romuald Frey
Romuald Frey (ur. 2 stycznia 1952 w Wałbrzychu) – polski gitarzysta i kompozytor.

## Życiorys
Pobierał prywatne lekcje gry na gitarze klasycznej i uczestniczył w zajęciach muzycznych odbywających się w Dzielnicowym Domu Kultury przy ul. Gottwalda we Wrocławiu, a także w licznych warsztatach gitarowych. Pierwsze muzyczne kroki stawiał w młodzieżowych zespołach wrocławskich, a były to: Plejady, eRBe (z tą rhythm and bluesową formacją wystąpił w Telewizji Katowice; był to jego pierwszy występ telewizyjny), zaś w 1970 roku był jednym ze współzałożycieli grupy Nurt. Później współpracował z Zespołem Wojciecha Popkiewicza, z którym wystąpił na Festiwalu Piosenki Studenckiej w Opolu, transmitowanym przez Telewizję Polską – i z zespołami Ryszarda „Gwalberta” Miśka (Peccavi w składzie: Ryszard Misiek, Wiesław Misiek, Romuald Frey, Juliusz Mazur, Ireneusz Nowacki; Teatr Instrumentalny w składzie m.in. Ryszard Misiek, Romuald Frey, Wiesław Misiek, Juliusz Mazur, Stanisław Broszkiewicz, Mirosław Pucek, Jerzy Tański i Ryszard Gwalbert Misiek Group w składzie: Ryszard Misiek, Romuald Frey, Juliusz Mazur, Mieczysław Jurecki, Czesław Dworzański, Jerzy Tański i Mirosław Pucek). Z Teatrem Instrumentalnym wystąpił w wystawionym podczas XII Festiwalu Jazz nad Odrą widowisku pt. Duch nie zstąpi bez pieśni (premiera: 22 marca 1975, Teatr Współczesny we Wrocławiu). Zimą 1976 roku doskonalił swoje umiejętności, biorąc udział w warsztatach jazzowych Radost'76 (klasa gitarowa Marka Blizińskiego), co zostało uwiecznione w filmie dokumentalnym pt. Gramy Standard! w reż. Andrzeja Wasylewskiego. Pod koniec lat 70. zasilił skład włocławskiej formacji Kameleon (1978–1979), która jeździła w trasy koncertowe z Elżbietą Jodłowską, zaś podczas występu na XVI KFPP w Opolu (czerwiec 1978) towarzyszyła Beacie Andrzejewskiej z którą wówczas występowała i nagrała w PR Opole utwór autorstwa Włodzimierza Krakusa pt. Ta nasza miłość, który w 1979 roku wziął udział w plebiscycie Studia Gama oraz Danucie Morel podczas występu na Muzycznym Campingu w Lubaniu (lipiec 1979). Następnie grał w zespole Transport Band (1979–1981) z którym występował m.in. na Międzynarodowej Wiośnie Estradowej w Poznaniu i dokonał nagrań radiowych (Teatr dnia, Baśniowy skrzat, Prośba przy minus dwudziestu, Wszystko się zmieni, Obłęd, A może by...) z których A może by... i Obłęd ukazały się w 1980 roku na singlu (Tonpress S-407). Na początku lat 80. wchodził w skład Wrocław Bandu (Orkiestra Polskiego Radia i Telewizji), który współpracował ze Studiem 202 oraz akompaniował Ewie Bem i Andrzejowi Zausze. Następnie współpracował z jazz-rockową grupą Grupa Market (1982–1983), która występowała m.in. w klubach Rura, Akwarium i pozostawiła po sobie nagrania radiowe – oraz w rockowym zespołem OZZY (1982–1984), który występował w wielu miejscach w kraju, nagrywał w Polskim Radiu i występował w Telewizji Polskiej (były to m.in. teledyski zarejestrowane dla Telewizyjnej Listy Przebojów). Formacja pozostawiła po sobie również dwa single: Obcy raj, obce niebo / Budzi mnie bicie serc (Tonpress S-485, 1983) i Oliviera / List do Luizy (Tonpress S-520, 1984). Gitarzysta jest kompozytorem, bądź współkompozytorem utworów: A może by... (muz. R. Frey, J. Kaczmarek, sł. G. Walczak) w wyk. Transport Bandu oraz Budzi mnie bicie serc (muz. R. Frey, sł. B. Olewicz) i Oliviera (muz. R. Frey, W. Krakus, sł. B. Olewicz) w wyk. grupy OZZY. W wyżej wymienionych formacjach zetknął się z czołówką polskich muzyków rockowych i jazzowych, a byli to: Kazimierz Cwynar (eRBe, Nurt), Ryszard Sroka (Nurt), Juliusz Mazur (Peccavi, Teatr Instrumentalny, Ryszard Gwalbert Misiek Group), Ireneusz Nowacki (Peccavi, Kameleon), Mieczysław Jurecki (Ryszard Gwalbert Misiek Group, Market), Włodzimierz Krakus (Kameleon, Transport Band, OZZY), Roman „Pazur” Wojciechowski (Transport Band, OZZY), Jerzy Kaczmarek (Transport Band, Market), Jacek Ratajczyk (Transport Band, Market, OZZY), Leslie Kot (OZZY), Leszek Cichoński (OZZY). W 1983 roku współtworzył ze Stanisławem Zybowskiem pierwszy w Polsce duet gitar elektrycznych pod nazwą Jazz Guitar Workshop i założył zespół Fire Exit (1983–1984) w składzie: Romuald Frey (gitara elektryczna), Stanisław Zybowski (gitara), Wojciech Jaworski (instrumenty klawiszowe), Tadeusz Nestorowicz (trąbka), Wojciech Szczęch (saksofon altowy; muzycy współpracowali także w grupie Market), Marek Błaszczyk (gitara basowa), Jarosław Borek (perkusja). W 1984 roku był jednym z muzyków, którzy nagrywali album Ewy Bem pt. Ewa Bem Loves The Beatles. Występował na festiwalach: Jazz nad Odrą, KFPP w Opolu, FAMA, Międzynarodowa Wiosna Estradowa i podczas Zaduszek Jazzowych w Krakowie. Był także członkiem zespołów akompaniujących uczestnikom Przeglądu Piosenki Aktorskiej we Wrocławiu. Jako muzyk sesyjny nagrywał muzykę teatralną i filmową dla Teatru Polskiego oraz Wytwórni Filmów Fabularnych we Wrocławiu (rejestrował tam również własne kompozycje), a także uczył gry na gitarze na Warsztatach Jazzowych organizowanych przez Polskie Stowarzyszenie Jazzowe, a także Polskie Radio Wrocław i Telewizję Wrocław. W 1985 roku wyemigrował do Szwecji, gdzie grał w zespołach Keepers (w Malmö) i Janne Jansson Band (w Lund) oraz tworzył duety gitarowe z Håkanem Nyqvistem i Göranem Anderssonem. W 2000 roku z bluesową grupą Hoppe & The Gallery wziął udział w Międzynarodowym Festiwalu Bluesa w Eslów. Współpracował z mieszkającą w Szwecji polską piosenkarką Fryderyką Elkaną. W latach 1998–1999 uczył gry na gitarze w szkole „Kalmar”. W 2008 roku nagrał we współpracy m.in. z Jackiem Krzaklewskim, Mieczysławem Jureckim i Juliuszem Mazurem album Lesliego Kota pt. Green Colour, na którym można znaleźć również jego kompozycje. W 2017 roku wszedł w skład reaktywowanej grupy Crash.